# Grote Prijs van Oran 2024
De vierde editie van de wielerwedstrijd Grote Prijs van Oran vond plaats op 11 mei 2024. De wedstrijd startte en finishte in Oran en was 117 kilometer lang. De wedstrijd maakte deel uit van de UCI Africa Tour, met de categorie 1.2. De Algerijn Nassim Saidi won en volgde zo Tomas Vaitkus, winnaar in 2016, op op de erelijst.
Het Nederlandse Universe Cycling Team nam met vijf renners deel aan de wedstrijd, waarvan Lars Quaedvlieg met een zevende plaats de beste klassering behaalde.

## Uitslag
| Plaats  | Naam                       | Ploeg                   | Tijd     |
| ------- | -------------------------- | ----------------------- | -------- |
| Winnaar | Nassim Saidi               | Madar                   | 2u42'37" |
| 2       | Aiman Cahyadi              | Terengganu              | z.t.     |
| 3       | Tillman Sarnowski          | Embrace The World       | z.t.     |
| 4       | Milkias Maekele            | Eritrea                 | z.t.     |
| 5       | Christopher Rougier-Lagane | Mauritius               | z.t.     |
| 6       | Meo Amann                  | Embrace The World       | z.t.     |
| 7       | Lars Quaedvlieg            | Universe                | z.t.     |
| 8       | Taj Mueller                | EuroCyclingTrips-YOELEO | z.t.     |
| 9       | Vainqueur Masengesho       | Rwanda                  | + 4"     |
| 10      | Paul Uwiduhaye             | Rwanda                  | z.t.     |
| 11      | Gwendy Duval               | France Défense          | z.t.     |
| 12      | Zaki Boudar                | Majd El Guerara         | z.t.     |
| 13      | David Drouin               | EuroCyclingTrips-YOELEO | z.t.     |
| 14      | Hamza Megnouche            | Majd El Guerara         | + 7"     |
| 15      | Hamza Amari                | Madar                   | + 26"    |
| 16      | Meron Teshome              | Eritrea                 | + 2'20"  |
| 17      | Nasrallah Essemiani        | NRDI Dely-Ibrahim       | + 2'21"  |
| 18      | Patrick Byukusenge         | Rwanda                  | z.t.     |
| 19      | Julius Baier               | Embrace The World       | z.t.     |
| 20      | Jaap Voogel                | Universe                | + 2'26"  |